# Каприяна
Каприяна (рум. Căpriana, Кэприяна) — село в Страшенском районе Молдавии. Относится к сёлам, не образующим коммуну.

## История
Село Каприяна одно из старейших сел Молдавии. Впервые  упоминается в 1420 году. Название происходит от лат. caprea — косуля.

## География
Село расположено на высоте 206 метров над уровнем моря и окружено лесами Кодр. Находится в 36 км. от столицы Молдавии Кишинёва, поэтому поездка на одной из многочисленных каприянских маршруток занимает всего 30 минут. Наличие старинного монастыря и вышеупомянутые факторы делает Каприяны одним из центров туризма Молдавии.

## Население
По данным переписи населения 2004 года, в селе Кэприяна проживает 2362 человека (1155 мужчин, 1207 женщин).
Этнический состав села:
| Национальность | Число жителей | Процентный состав |
| -------------- | ------------- | ----------------- |
| молдаване      | 2326          | 98.48             |
| украинцы       | 12            | 0.51              |
| румыны         | 12            | 0.51              |
| русские        | 8             | 0.34              |
| болгары        | 2             | 0.08              |
| гагаузы        | 1             | 0.04              |
| прочие         | 1             | 0.04              |
| Всего          | 2362          | 100%              |

## Достопримечательности
- В селе расположен известный Каприянский монастырь, основанный в 1429 году молдавским господарём Александром I Добрым.
- В 3 км восточнее Каприян, в лесу, находится историческая достопримечательность «дуб Штефана чел Маре».